# Санту-Тирсу
Са́нту-Ти́рсу (порт. Santo Tirso ['sɐ̃tu 'tiɾsu]) — город в Португалии, центр одноимённого муниципалитета в составе округа Порту. Находится в составе крупной городской агломерации Большой Порту. По старому административному делению входил в провинцию Дору-Литорал. Входит в экономико-статистический субрегион Аве, который входит в Северный регион. Численность населения — 14 тыс. жителей (город), 72,4 тыс. жителей (муниципалитет) на 2001 год. Занимает площадь 135,31 км².
Покровителем города считается Мария Магдалина (порт. Maria Madalena).
Праздник города — 11 июля.

## Расположение
Город расположен в 24 км на северо-восток от адм. центра округа города Порту.
Муниципалитет граничит:
- на севере — муниципалитеты Вила-Нова-де-Фамаликан, Гимарайнш
- на северо-востоке — муниципалитет Визела
- на востоке — муниципалитет Лозада
- на юго-востоке — муниципалитет Пасуш-де-Феррейра
- на юге — муниципалитет Валонгу
- на юго-западе — муниципалитет Майа
- на западе — муниципалитет Трофа

## История
Город основан в 1834 году.

## Население
| Численность населения муниципалитета по годам | Численность населения муниципалитета по годам | Численность населения муниципалитета по годам | Численность населения муниципалитета по годам | Численность населения муниципалитета по годам | Численность населения муниципалитета по годам | Численность населения муниципалитета по годам | Численность населения муниципалитета по годам | Численность населения муниципалитета по годам | Численность населения муниципалитета по годам |
| --------------------------------------------- | --------------------------------------------- | --------------------------------------------- | --------------------------------------------- | --------------------------------------------- | --------------------------------------------- | --------------------------------------------- | --------------------------------------------- | --------------------------------------------- | --------------------------------------------- |
| 1801                                          | 1849                                          | 1900                                          | 1930                                          | 1960                                          | 1981                                          | 1991                                          | 2001                                          | 2004                                          | 2006                                          |
| 2055                                          | 12 779                                        | 28 371                                        | 41 078                                        | 77 130                                        | 93 482                                        | 102 593                                       | 72 396                                        | 71 623                                        | 70 915                                        |

## Состав муниципалитета
В муниципалитет входят следующие районы:
1. Агрела
2. Арейяш
3. Бургайнш
4. Каррейра
5. Гимарей
6. Лама
7. Ламелаш
8. Монте-Кордова
9. Палмейра
10. Ребордойнш
11. Рефожуш-де-Риба-де-Аве
12. Регенга
13. Рориш
14. Санта-Криштина-ду-Коту
15. Санту-Тирсу
16. Секейро
17. Сан-Мамеде-де-Негрелуш
18. Сан-Мартинью-ду-Кампу
19. Сан-Мигел-ду-Коту
20. Сан-Салвадор-ду-Кампу
21. Сан-Томе-де-Негрелуш
22. Вила-даш-Авеш
23. Виларинью
24. Агуа-Лонга

## Города-побратимы
- Сен-Пере (Франция, с 1991)